# Robert Pešut Magnifico
Robert Pešut alias Magnifico, citoyen de Ljubljana aux origines mélangées, est né le 1er décembre 1965 à Ljubljana, en Slovénie (Yougoslavie à l'époque).
Magnifico est un des plus célèbres chanteurs slovènes. Il commença sa carrière comme rocker au sein du groupe yougoslave U'redu, c'est avec eux qu'il sortit son premier album, Let's dance en 1992, juste à l'époque de l'embrasement de la Yougoslavie. Il poursuivit ensuite une carrière solo, enregistrant 6 albums en 12 ans. Plusieurs de ses chansons, comme Silvija ou Hir aj kam hir aj go, entrèrent littéralement dans le patrimoine musical slovène et sont connues bien au-delà de ses frontières, en Italie ou dans les États de l'ancienne Yougoslavie.
Son style de musique original, mêlant les rythmes traditionnels balkaniques au funk et aux musiques électroniques, ainsi que son style vestimentaire ont contribué à sa célébrité et à faire de lui une icône en Slovénie.
"Lorsqu'il joue dans un film porno ou écrit une chanson de l'Eurovision pour un groupe gay, Robert Pesut retourne malicieusement les travers balkaniques" (magazine Vibrations no 131, page 15).
Il a travaillé avec plusieurs groupes slovènes, notamment Sestre ou encore Turbolentza, avec qui il a enregistré Giv mi mani.
Il a également commencé une carrière d'acteur, jouant dans des films slovènes, comme Stereotip, Kajmak in marmelada, Poker et Porno film.

## Discographie
- Let's dance (avec U'redu), 1992
- Od srca do srca, 1993
- Kdo je čefur, 1996
- Stereotip (bande originale du film), 1997
- Sexy Boy, 1999
- Komplet (compilation), 2001
- Export-Import, 2003
- Grande Finale, 2008
- Magnification, 2010
- Montevideo, Bog te video, 2013
- Charlatan de Balkan, 2016